# 新鹿町

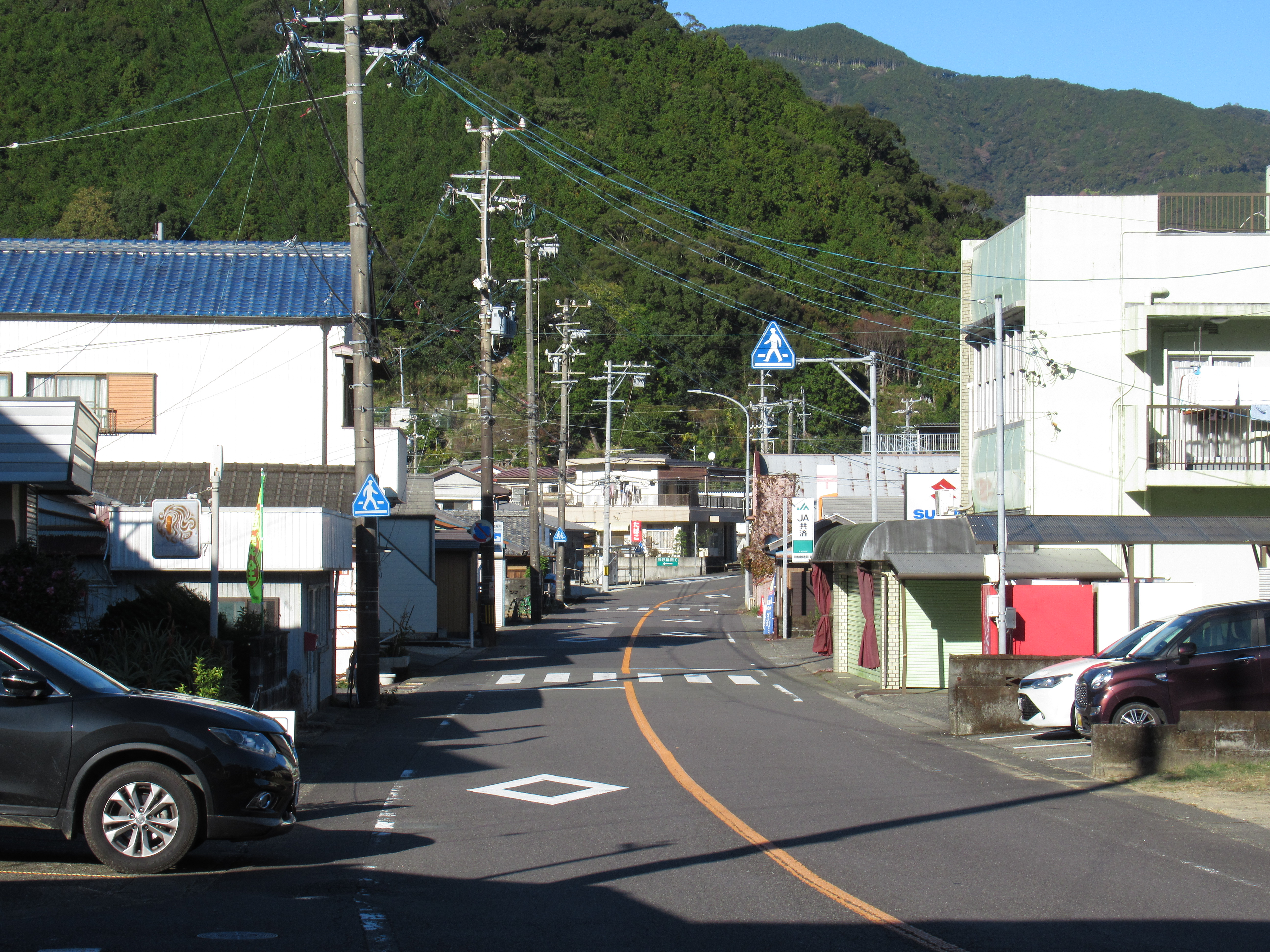
新鹿町集落

新鹿町（あたしかちょう）は、三重県熊野市の町名。江戸時代には木材を積み出す港町として発展し、現代では海沿いの農山村地域であるとともに新鹿海水浴場を中心とした観光地でもある。俳諧師の三浦樗良 や、作家の中上健次が滞在したことがあり、彼らの作品の舞台となった。

## 地理
熊野市の東部に位置し、東側が新鹿湾に面する。新鹿の中心集落は新鹿湾の最奥部、里川と湊川の流域に開けている。集落の中央を紀勢本線が縦断し、新鹿湾岸を国道311号が通る。中心集落は、里川の北側の湊（みなと）と南側の里（さと）に分かれ、湊より東の遊木町寄りの集落を橋間（はしま）、里より南の集落を甫本（ほもと）と呼ぶ。
- 山：龍門山、大蛇峰
- 川：里川、湊川[2][4]
- 滝：龍門滝[6]
- 湾：新鹿湾
- 谷：扇子谷（おうぎだに）、逢神谷（おうかみだに）、オバ谷、ガマ谷、久六谷（きゅうろくだに）、スクノ谷、モチロ谷、ヤケン谷[7]

新鹿町に暮らしたことのある中上紀は新鹿町について次のように記している。
| 「 | そこは、海に向かってぽっかりと開いた静かな町であった。美しい海岸線の風景。濃い山々と、毎日色が変わる棚田が、背後でじっと私たちを見つめているようで、海に注ぎこむ川の流れも優しい。 | 」 |

北は尾鷲市曽根町、東は二木島町・遊木町、南は波田須町、西は大泊町・飛鳥町小阪・飛鳥町大又・飛鳥町小又と接する。
熊野市は多くの地域が関西電力新宮営業所の管轄である が、新鹿町は中部電力尾鷲営業所の管内である。

### 新鹿湾
新鹿湾（あたしかわん）は、三重県熊野市にある湾。遊木町の箕越埼と磯崎町のカイタロー鼻を結んだ線の内側にある水域を指し、面積は5.43km2、最大水深は47mである。この湾より北側の海岸線は志摩半島まで続くリアス式海岸、南側は七里御浜の単調な海岸となる。
湾内の水質は三重県内で最良であり、里川・湊川から供給される石英・長石が新鹿海水浴場の砂浜を形成する。里川・湊川の河口では淡水と海水が混じり合い、アユ、ウナギ、ハゼ、ハヤ、フグ、ボラ、ヤマトテナガエビなどが棲息する。

### 津波
新鹿町の沖合に南海トラフがあるため、新鹿町は50年から100年に一度の割合でマグニチュード8クラスの地震とそれに伴う津波に襲われている。古くは宝永4年10月4日（グレゴリオ暦：1707年10月28日）の宝永地震の際に津波に襲われ、この時古記録が流失したため、新鹿の歴史は不明点が多いとされる。この時24人が死亡し、ほぼ全戸が流失したと記録されている。
湊集落にある民家の石垣には、嘉永7年11月4日（グレゴリオ暦：1854年12月23日）の安政東海地震の際に津波が到達したことを示す「津波留」の文字が刻まれている。この家は当時、新鹿の名家で木材商をしていた。1944年（昭和19年）12月7日の昭和東南海地震の際にも津波に襲われ、16人が死亡、151戸が流失し、新鹿駐在所の巡査が住民の避難誘導中に津波に襲われて殉職、新鹿郵便局は流失により移転を余儀なくされた。東南海地震の「津波の記」は、当時の新鹿村長・吉田慶三が1951年（昭和26年）に建立し、「大地震の時は先ず海に耳目を向けて下さい、くれぐれも。」という文で結んでいる。
今後、南海トラフ巨大地震が発生した場合、最大540人の避難者が出ると熊野市は推定している。そこで2014年（平成26年）6月より、三重大学、熊野市、中部電力、住民代表が協同して避難所運営マニュアル作りを進めている。

### 気候
新鹿町の北緯33度55分54秒 東経136度8分18秒の地点にアメダスの「熊野新鹿観測所」がある。観測開始は2001年（平成13年）12月18日と比較的新しい。
| 熊野新鹿（2002 - 2010）の気候 | 熊野新鹿（2002 - 2010）の気候 | 熊野新鹿（2002 - 2010）の気候 | 熊野新鹿（2002 - 2010）の気候 | 熊野新鹿（2002 - 2010）の気候 | 熊野新鹿（2002 - 2010）の気候 | 熊野新鹿（2002 - 2010）の気候 | 熊野新鹿（2002 - 2010）の気候 | 熊野新鹿（2002 - 2010）の気候 | 熊野新鹿（2002 - 2010）の気候 | 熊野新鹿（2002 - 2010）の気候 | 熊野新鹿（2002 - 2010）の気候 | 熊野新鹿（2002 - 2010）の気候 | 熊野新鹿（2002 - 2010）の気候 |
| 月                            | 1月                           | 2月                           | 3月                           | 4月                           | 5月                           | 6月                           | 7月                           | 8月                           | 9月                           | 10月                          | 11月                          | 12月                          | 年                            |
| ----------------------------- | ----------------------------- | ----------------------------- | ----------------------------- | ----------------------------- | ----------------------------- | ----------------------------- | ----------------------------- | ----------------------------- | ----------------------------- | ----------------------------- | ----------------------------- | ----------------------------- | ----------------------------- |
| 日平均気温 °C （°F）          | 6.7 (44.1)                    | 8.0 (46.4)                    | 10.4 (50.7)                   | 15.1 (59.2)                   | 18.7 (65.7)                   | 22.0 (71.6)                   | 25.6 (78.1)                   | 26.6 (79.9)                   | 24.3 (75.7)                   | 19.2 (66.6)                   | 14.0 (57.2)                   | 9.2 (48.6)                    | 16.65 (61.98)                 |
| 平均最低気温 °C （°F）        | 2.6 (36.7)                    | 3.7 (38.7)                    | 5.7 (42.3)                    | 10.6 (51.1)                   | 14.8 (58.6)                   | 18.7 (65.7)                   | 22.5 (72.5)                   | 23.3 (73.9)                   | 21.2 (70.2)                   | 15.9 (60.6)                   | 10.3 (50.5)                   | 5.3 (41.5)                    | 12.88 (55.19)                 |
| 降水量 mm （inch）            | 108.6 (4.276)                 | 114.1 (4.492)                 | 231.1 (9.098)                 | 241.8 (9.52)                  | 295.4 (11.63)                 | 308.6 (12.15)                 | 352.9 (13.894)                | 298.3 (11.744)                | 404.2 (15.913)                | 330.2 (13)                    | 183.4 (7.22)                  | 113.7 (4.476)                 | 2,982.3 (117.413)             |
| 平均月間日照時間              | 164.7                         | 153.8                         | 184.6                         | 180.4                         | 166.3                         | 131.5                         | 154.5                         | 183.6                         | 144.9                         | 126.1                         | 144.5                         | 165.9                         | 1,900.8                       |
| 出典：気象庁                  |                               |                               |                               |                               |                               |                               |                               |                               |                               |                               |                               |                               |                               |

## 歴史

### 近世まで
新鹿では縄文時代以降の複合遺跡が里川・湊川の両岸から発見されており、長らく人々が居住してきたことが判明している。その後、阿須賀神社（和歌山県新宮市）の神領地となり、堀内氏の所領になったとされる。堀内氏の当主・堀内氏善は伊勢国司の北畠氏と対立し、永禄7年（1564年）から永禄9年（1566年）にかけて新鹿で戦を交えている。この戦闘は平和だった熊野地方にとって一大事件であり、堀内氏方が勢力を盛り返す天正年間（1573年 - 1592年）まで負け戦が続いたという。
近世には紀伊国牟婁郡木本組に属し、新鹿村ないし新鹿浦として紀州藩の配下にあった。枝郷として沼田野（ぬたの）・端馬があり、現代ではそれぞれ甫本・橋間に改称している。村には地士や庄屋、遠見番所の監視役を務めた有力家系がいくつかあった。
村高は『慶長高目録』では446石余、『天保郷帳』では524石余とあるように農村であったが、農閑期には林業や漁業ができたため、生活に困ることはなかったと『紀伊続風土記』に記されている。農業では、寛永から文化（1624年から1818年）にかけて新田開発が行われ、農地が拡大した。林業では、紀州藩が宝永2年（1705年）に御仕入方役所を設立して林産物に課税するとともに、資金の融資を行って奨励した。海に面した新鹿には、飛鳥・五郷などの内陸部から八丁坂（現・三重県道737号新鹿佐渡線）を越えて木材や薪炭を集め、海路で名古屋や大坂へ出荷する中継地としての役割があった。特に炭作りを奨励し、ここで生産された炭は「御仕入炭」ないしは「熊野炭」の名で流通した。漁業も林業同様、藩が御口前所を設置して課税と融資を行った。白浜の広がる新鹿は地引網に適した地で、村人の共同経営で3つの網が操業していた。また小網が3 - 4統、漁船が3隻、小舟が2隻あった。
元禄2年（1689年）、俳諧師の向井去来が新鹿を訪れた。また宝暦9年（1759年）伊勢国山田（現・伊勢市）から木本を目指していた俳諧師の三浦樗良が河川の増水で新鹿に足止めされ、地元住民の好意でしばらく留まり、岐川庵（ふたまたあん）を構え、『白頭雅集』を発刊した。樗良は宝暦11年（1761年）にも新鹿の岐川庵に滞在し句集『ふたまた川』をまとめ、当地の俳人らと年越しした。樗良が新鹿で詠んだ「消えもせむ 有明月の 浜千鳥」の句碑が新鹿海岸沿いに建立され、新鹿では樗良祭が開催されている。嘉永2年（1849年）の記録によると海防のために浦組が結成されており、鉄砲や舟を備え、15歳から60歳までの男性347人（うち村人は173人）が防衛に当たった。嘉永7年11月4日（グレゴリオ暦：1854年12月23日）、安政東海地震が発生し、新鹿村に津波が押し寄せ、民家はすべて流失したという。幕末には桑名藩の医師が寺子屋を開設していた。

### 近代以降
明治維新を迎えると、1878年（明治11年）に新鹿学校（現・熊野市立新鹿小学校）が開校、翌1879年（明治12年）8月16日には新鹿郵便取扱所として新鹿郵便局が開局した。1889年（明治22年）の町村制施行時には遊木浦・波田須村と合併して新たな新鹿村を発足させ、その1大字となり、村役場が置かれた。更に1899年（明治32年）には新鹿銀行を設立し、1911年（明治44年）に新鹿実業補習学校が開校、同年3月31日に新鹿郵便局が電信業務を開始し電話が利用できるようになった。産業面では1897年（明治30年）頃より石材の生産が始まり、「紀州御影」の名で名古屋方面へ出荷した。
陸上交通が不便であった新鹿には桑名郡赤須賀村（現・桑名市）から赤須賀船、愛知県の知多半島や三河方面から団平船と呼ばれる生活物資を積載した船が近代を通して月数回、定期的に来航していた。新鹿には内海屋などの船問屋や尾張屋などの船宿があり、それぞれ物資の買い取り、船員の宿泊を担った。船問屋は買い取ったものをそのまま新鹿で売るだけでなく、自前の小舟で木本町まで持って行き販売することもあった。赤須賀船と団平船はどちらも生活物資を積んで入港し、新鹿の木材を積んで出港するという共通点があったが、赤須賀船は主に米や麦、醤油、マッチなどを新鹿の商家の求めに応じて販売することが目的で木材の仕入れは副次的なものであったのに対し、団平船は新鹿の丸太や木板を仕入れることが目的で米や瓦を販売するのは「行きの船が空だともったいないから」という理由であった。いずれにせよ、新鹿ではあまり収穫できない米や入手困難な生活必需品を販売してくれる上に木材を買ってくれる赤須賀船・団平船の存在はありがたがられ、入港時に村民は歓迎したという。このほか正確な場所は不明ながら三重県の伊勢湾岸からやってきて湊川を遡上し、各家庭のぼろ布を飴と交換する「カネヒサ船」や兵庫県の淡路島や高知県からやってくる船もあった。
学制改革に伴い、1947年（昭和22年）に新鹿村立新鹿中学校（現・熊野市立新鹿中学校）が開校した。1954年（昭和29年）、新鹿村は周辺町村と合併して熊野市となり、新鹿は同市の町名・新鹿町となった。市制施行記念として翌1955年（昭和30年）1月18日に開かれた祝賀会では、新鹿町出身で当時熊野市立木本中学校の教師であった山本静梧が作詞した「熊野市制祝賀の歌」が披露された。1956年（昭和31年）4月1日、紀勢西線が新鹿町まで達し新鹿駅が開業、同線の終着駅となった。1959年（昭和34年）7月15日に紀勢本線全通により中間駅となった。新鹿の住民は鉄道開通を前に1953年（昭和28年）に新鹿村観光協会を立ち上げ、開通と同時に新鹿海岸を「新鹿海水浴場」と命名して「海開き」を行った。また1959年（昭和34年）には鉱泉調査が行われた。鉄道開通前には3軒あった旅館が開通後には1軒になってしまった代わりに民宿が台頭し、ディスカバー・ジャパンキャンペーンが始まった1970年（昭和45年）に7軒も開業した。1980年（昭和55年）には作家・中上健次が家族で新鹿町に移住し、半年ほど新鹿で生活した。長女の中上紀と次女は新鹿小学校に通った。
1971年9月11日、三重県南部集中豪雨により親鹿町波多須で土砂崩れが発生。4戸が土砂に埋まり4人が死亡、国道311号線が埋没して1人が死亡。
新鹿町は熊野市東部では最も人口の多い町であり続けている が、1960年（昭和35年）に2,489人いた人口は2000年（平成12年）には1,055人まで減少した。こうした中、2003年（平成15年）に若い町民が休止していた新鹿青年団を復活させ、祭りの復活やビアガーデンの開催などの活動を行っている。2006年（平成18年）、新鹿海水浴場が環境省の快水浴場百選に選定された。2008年（平成20年）2月9日、熊野尾鷲道路の建設工事が新鹿町で始まった。この建設工事では、東紀州で江戸時代から続いていた線香の原料「杉葉粉」を作るために使われていた最後の水車小屋が建設地付近にあったため、2009年（平成21年）2月に取り壊されることになった。2013年（平成25年）9月29日に熊野尾鷲道路の熊野大泊ICから三木里IC間が開通し、熊野新鹿ICが設置された。

### 沿革
- 1889年（明治22年）4月1日 - 町村制施行により、南牟婁郡新鹿村大字新鹿となる。
- 1954年（昭和29年）11月3日 - 昭和の大合併により、熊野市新鹿町となる。

### 町名の由来
諸説ある。
- 「荒坂」（あらさか）が転訛した[1]。荒坂とは熊野古道の一部であり、尾鷲市曽根町と熊野市二木島町を結ぶ標高319mの曽根坂（曽根次郎坂・太郎坂）のことであり、『日本書紀』にも登場する[33]。
- 海岸部は白い砂浜（洲処＝すが）であり、その上の地の意味で「渡洲処」（わたすか）となった[1]。
- 古代の氏族・部民である忌部氏が居住したことに由来し、『古語拾遺』にある忌部氏の居住地、麁香（あらか）郷にちなむ[1]。
- 魚を獲るために設置した新しい仕掛けを意味する「新敷」（あたしき）が転訛した[34]。新しい漁場の意味で使われたものと考えられる[34]。
- 郷土の伝承では文字通り「新しい鹿」に由来するとしている[35]。当地で新しい鹿が次々と生まれ、それを狩ったことから「新鹿」（あらしか）の名が与えられ、後に「あたしか」と読みが変わった[35]。

## 世帯数と人口
2019年（令和元年）10月1日現在の世帯数と人口は以下の通りである。
| 町丁   | 世帯数  | 人口  |
| ------ | ------- | ----- |
| 新鹿町 | 449世帯 | 747人 |

### 人口の変遷
1889年以降の人口の推移。なお、1995年以後は国勢調査による推移。
| 1889年（明治22年） | 1,495人 | [ 1 ]      |  |
| 1960年（昭和35年） | 2,489人 | [ 1 ]      |  |
| 1970年（昭和45年） | 2,164人 | [ 1 ]      |  |
| 1975年（昭和50年） | 1,861人 | [ WEB 18 ] |  |
| 1980年（昭和55年） | 1,718人 | [ 8 ]      |  |
| 1990年（平成2年）  | 1,351人 | [ WEB 18 ] |  |
| 1995年（平成7年）  | 1,195人 | [ WEB 21 ] |  |
| 2000年（平成12年） | 1,055人 | [ WEB 22 ] |  |
| 2005年（平成17年） | 964人   | [ WEB 23 ] |  |
| 2010年（平成22年） | 925人   | [ WEB 24 ] |  |
| 2015年（平成27年） | 736人   | [ WEB 25 ] |  |

### 世帯数の変遷
近世期、1889年年以降の世帯数の推移。なお、1995年以後は国勢調査による推移。
| 近世初期（1600年代） | 58戸    | [ 4 ]      |  |
| 近世初期（1600年代） | 200戸余 | [ 4 ]      |  |
| 1889年（明治22年）   | 329戸   | [ 1 ]      |  |
| 1975年（昭和50年）   | 614世帯 | [ WEB 18 ] |  |
| 1980年（昭和55年）   | 617世帯 | [ 8 ]      |  |
| 1990年（平成2年）    | 584世帯 | [ WEB 18 ] |  |
| 1990年（平成2年）    | 584世帯 | [ WEB 18 ] |  |
| 1995年（平成7年）    | 560世帯 | [ WEB 21 ] |  |
| 2000年（平成12年）   | 515世帯 | [ WEB 22 ] |  |
| 2005年（平成17年）   | 498世帯 | [ WEB 23 ] |  |
| 2010年（平成22年）   | 526世帯 | [ WEB 24 ] |  |
| 2015年（平成27年）   | 390世帯 | [ WEB 25 ] |  |

- 1960年、1970年は世帯数が不明な為、省略。

## 学区

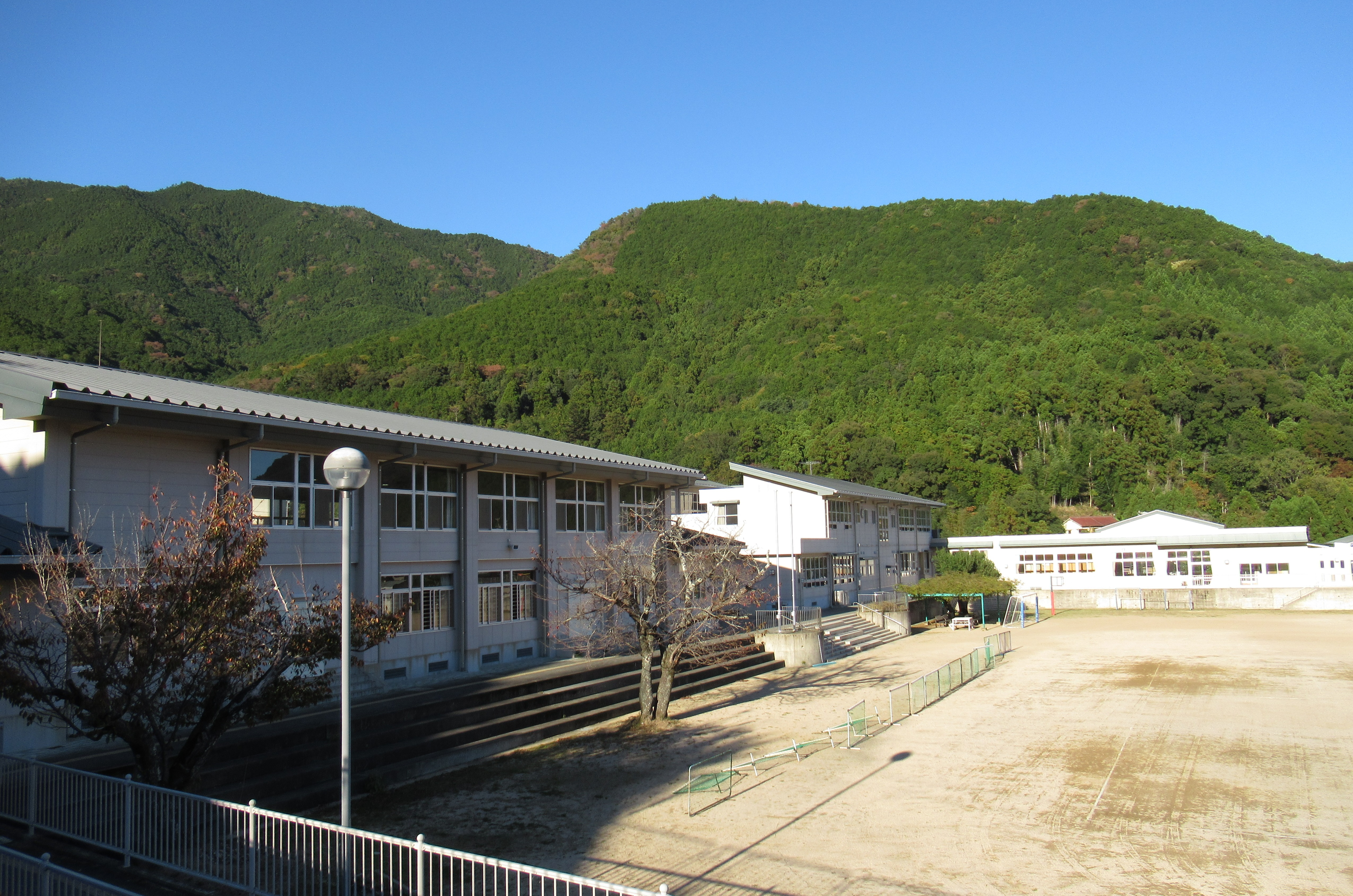
新鹿小・中学校

市立小・中学校に通う場合、学区は以下の通りとなる。
| 番・番地等 | 小学校             | 中学校             |
| ---------- | ------------------ | ------------------ |
| 全域       | 熊野市立新鹿小学校 | 熊野市立新鹿中学校 |

新鹿小学校と新鹿中学校はどちらも新鹿町にあり、校舎は一体化している。1980年（昭和55年）時点では新鹿小学校に7学級156人、新鹿中学校に3学級90人の児童・生徒が在籍していたが、新鹿小学校は周辺3校を、新鹿中学校は荒坂中学校を統合したにもかかわらず、2017年（平成29年）には新鹿小学校は4学級29人、新鹿中学校は2学級11人に縮小している。新鹿小・中学校は地域の文化祭や合同運動会の会場、災害時の避難所となり、地域の活動拠点としての機能を持つ。

## 産業
新鹿町は農山村地域であるが、観光業を営む住民もいる。2015年（平成27年）の国勢調査による15歳以上の就業者数は216人で、産業別では多い順に医療・福祉（36人・16.7%）、卸売業・小売業（30人・13.9%）、サービス業（23人・10.6%）、建設業（22人・10.2%）、製造業（18人・8.3%）となっている。

### 第一次産業
新鹿町を含む熊野市の農業は稲作を主体とし、春トマト、キュウリ、レタス、ウンシュウミカンなどを栽培する。2015年（平成27年）の農林業センサスによると新鹿町の農林業経営体数は6経営体、農家数は22戸（うち販売農家は2戸）、耕地面積は田が14ha、樹園地が5ha、畑が3haである。1972年（昭和47年）から1973年（昭和48年）にかけての農林業地の面積は、山林が1,729ha、田が43ha、果樹園が12ha、畑が4haであった。
新鹿町の特産果樹として新姫がある。新姫は新鹿町の民家に自生していた木で偶然発見されたもので、当初はニッポンタチバナだと思われていた。2006年（平成18年）より100本の苗木から本格的に栽培を開始、初収穫となる2007年（平成19年）度は熊野市全体で200kgを収穫し、2014年（平成26年）度には39.778tまで収量が増加した。
熊野市の林業地帯は海岸部と北山川流域の内陸部に大別され、新鹿町は海岸部に含まれる。新鹿町を含む海岸部の林業は、尾鷲市の影響を受けた密植で、間伐回数が多く、丁寧に作業を行うという特徴がある。1980年代の樹種構成はヒノキ56%、スギ44%であり、小径木が多く、木炭生産が中心である。
新鹿町の漁業は水産業協同組合法の制定に伴い1950年（昭和25年）3月7日に発足した新鹿浦漁業協同組合が管轄してきたが、2001年（平成13年）4月1日に熊野市内の全6漁協が合併して熊野漁業協同組合となったため、熊野漁協の管轄下にある。2013年（平成25年）の漁業センサスによると新鹿町の漁業経営体数は9経営体で全経営体が沿岸漁業に従事し、漁船数は16隻（うち動力船は9隻）である。漁業就業者数は8人で全員が自営漁家である。主要漁法は刺網と釣りである。1980年（昭和55年）時点では86人の漁協組合員がおり、属地漁獲量は37t、漁獲金額は916万4千円で、漁獲量の90.9%、漁獲金額の76.0%を小型定置網が占めていた（残りは個人経営の一本釣）。新鹿浦漁協時代から新鹿町の漁業は規模が小さく、町内の水産加工業者である魚作商店は二木島漁港で水揚げしたサンマを使って丸干しを製造する。

#### 新鹿漁港
新鹿漁港（あたしかぎょこう）は、三重県熊野市新鹿町にある第1種漁港。新鹿町の甫本集落にある。1953年（昭和28年）3月5日に漁港指定を受け、熊野市が管理している。遊木漁港の対岸にある南東方向に開かれた漁港であり、漁港指定を受けてしばらくの間は物揚場と船揚斜路がある程度であった。1973年（昭和48年）から1980年（昭和55年）にかけて防波堤の建設、漁港周辺の舗装、浚渫（しゅんせつ）などの事業を行って漁港としての体裁が整った。
2011年（平成23年）の新鹿漁港の属地陸揚量は3.0t、属地水揚金額は300万円であるが、属人水揚量は104.0tある。2001年（平成13年）の熊野漁協発足に伴い、熊野市当局と漁協が話し合った結果、熊野市で水揚げする水産物は遊木町に建設された「熊野市衛生管理型水産物荷さばき施設」で2014年（平成26年）より一括してセリにかけられる。
近代までは漁港ではなく商港として重要で、江戸時代には飛鳥・五郷などの内陸部の林産物を名古屋や大坂へ積み出す港として、明治から昭和戦前期には赤須賀船・団平船が生活物資を降ろし、木材を積み出す港として賑わった。

### 第二・第三次産業
2014年（平成26年）の経済センサスによると、新鹿町の全事業所数は39事業所、従業者数は119人である。具体的には卸売業・小売業が9、サービス業が5、生活関連サービス業・娯楽業が6、宿泊業・飲食サービス業が5、建設業と医療・福祉がそれぞれ3、教育・学習支援業と公務がそれぞれ2、製造業、運輸業・郵便業、不動産業・物品賃貸業、複合サービス事業がそれぞれ1事業所となっている。全39事業所のうち34事業所が従業員4人以下の小規模事業所である。
新鹿町の特徴的な第三次産業として観光業がある。地域住民は民宿や渡船を営み、夏季には海の家を兼業する人もいる。新鹿町は海水浴場や釣り場を擁する観光地であり、2000年代の新鹿海水浴場の海水浴客は1日平均230人であった。しかし観光業は苦戦気味であり、1987年（昭和62年）と1997年（平成9年）に海から景色を楽しむ遊覧船を就航した が現在は運航しておらず、白いコテージが特徴であった「あたしか温泉」 も現在は休止中である。

## 文化

### 中上家と新鹿
作家・中上健次とその家族は、1980年（昭和55年）1月にアメリカ合衆国から日本に帰国し、新鹿町の湊集落で家を借り、有機農業をしながら暮らし始めた。中上健次が帰国した時になぜ自宅のある東京や故郷である新宮ではなく、新鹿町に住むことを決めたのかは不明である。この時中上健次は34歳で、やることなすことに齟齬（そご）を起こしていたといい、苦悩を抱えた日々だったが、新鹿の海や川などの自然に癒されていたようである。新鹿での生活中、中上健次はたびたび新宮へ通い、飲み明かしていた。
新鹿での農業は借家近くの山で土地を購入し、ジャガイモやトウモロコシなどを栽培し、本格的な有機農法であったが、娘の中上紀によると中上健次は次第に畑に通う頻度が下がり、三日坊主であったという。ペットとして「じゅっとく」と名付けた紀州犬を飼育していた。当時小学3年生だった中上紀は、今でも新鹿小学校の校歌を覚えていると2012年（平成24年）のブログに書いている一方、「私の中ではもう、ほとんど神話の世界と化しています。」ともしている。中上紀にとっては何度も転校を経験した上、新鹿町に来る前はアメリカの学校に通っていたため言葉が通じず友人が1人しかできなかったが、新鹿小学校に転入して初めて外で友人と遊ぶことを楽しいと感じたという。2014年（平成26年）11月2日に熊野市文化交流センターで熊野古道の世界遺産登録10周年記念にパネルディスカッションが開かれた際、中上紀はパネラーとして招待され、新鹿時代の思い出を語った。
中上家が新鹿町で生活したのはわずか半年間（より正確には1月から8月まで）であったが、この半年間は中上家の人々に大きな影響を与えた。中上健次は新鹿での暮らしを元に『熊野集』所収の短編作品「桜川」を執筆し、隣接する二木島町で発生した熊野一族7人殺害事件を元に映画監督の柳町光男が監督した『火まつり』の脚本も手掛けた。また中上紀は『夢の船旅 父中上健次と熊野』を上梓し、その中で新鹿での生活に言及している。以下に、中上父娘の新鹿生活を描写した一節を引用する。
中上健次の足跡をたどって新鹿町を訪れる者もいる。詩人の河津聖恵は中上健次の『紀州 木の国・根の国物語』を追想し、新鹿から和歌山県白浜町までを旅し、その体験を綴った詩集『新鹿』を出版した。中上健次と小学校から高等学校まで同じ学校に通った詩人の田村さと子は、中上健次との思い出などを綴った『新宮物語』を出版する準備のため、中上健次が借りていた家を2016年（平成28年）6月25日に訪問した。

### 「凪のあすから」聖地巡礼
2013年（平成25年）から2014年（平成26年）にかけてTOKYO MXなどで放映されたP.A.WORKS制作のテレビアニメ『凪のあすから』は、波田須町から新鹿町、二木島町にかけての地域や北牟婁郡紀北町（旧紀伊長島町）の風景をモデルとして描写している。作中に登場するカット数では新鹿町が最も多くメインの舞台であると言える が、波田須町の天女座に巡礼ノートが置かれ、ファンのイベントを開くなど聖地巡礼の拠点は波田須町となっている。
アニメ公開当初、制作会社はどこをモデルとしたかについては公表しておらず、2014年（平成26年）2月に京都府在住の男性が波田須駅がモデルであることを発見し、ブログに書き込んだところ、アニメファンに知られるようになった。作品の世界観であるファンタジー要素を壊さないようにするため、制作側は聖地を公表してこなかったが、2017年（平成29年）3月にtwitter上で熊野市をモデルとしたことを公式に認めた。なお、モデルとなった熊野市内で『凪のあすから』の地上波放送は行われていない。

### 坂と伝説
新鹿町には伝説の残る坂が多い。
因果坂（いんがざか）は飛鳥町小又方面から新鹿町へ下る坂で、段々畑の中にあり、「何の因果でこんなつらい目に遭わなければいけないのか」と嘆きながら人々が往来した急坂である。背負子のことを「インガ」と言い、これを負って農作業に向かったことからインガ坂と命名されたという説もある。因果坂にはきれいな水溜まりがあったが、南北朝時代にここで殺人事件があり血刀を洗ったとの伝説があるため、飲んではいけないと言い伝えられてきた。
逢神坂（おうかみざか）は新鹿町と二木島町を結ぶ坂であり、熊野古道伊勢路の一部である。逢神とは、伊勢の神と熊野の神が出会う場所、またはオオカミが出没する場所という意味である。逢神坂峠の標高は290mで、峠から二木島方面へ進むと更に標高240mの二木島峠がある。この坂は戦国時代に新鹿以南を支配した堀内氏と二木島以北を支配した北畠氏の勢力圏の境界点であったため、永禄の頃に激しい攻防戦が繰り広げられた。この時の伝説にまつわる地として、逢神坂登り口に逃げる敵を追い尻を削ったという「尻けずり」、その上方にあり敵の首をはねたという「ボサ峰」、峠のすぐ近くにあり敵の首をはねた血の付いた刀を洗ったとされる「飲まずの水」がある。「飲まずの水」を飲んでしまうと、腹痛に襲われる、ないしは血を吐くと伝えられている。
おきわ坂は尾鷲市賀田町へ向かう道中にあり、賀田に住んでいた「おきわ」という名の女性にちなむという。おきわは新鹿の男性と恋仲になりこの坂で逢瀬を楽しんでいたが、ある時男性が遅刻してきたため髪をすきながら待っていた。ふと横櫛をくわえて立ち上がると男性がやって来たが、この時男性が目撃したおきわはザンバラ髪の口裂け女で、驚いた男性は火縄銃でおきわを撃ち殺してしまった。これ以降、坂には青い火の玉が夜ごとに現れるようになったといい、道端にはひっそりとおきわを慰める地蔵が置かれた。

## 交通

### 鉄道
- ■JR紀勢本線

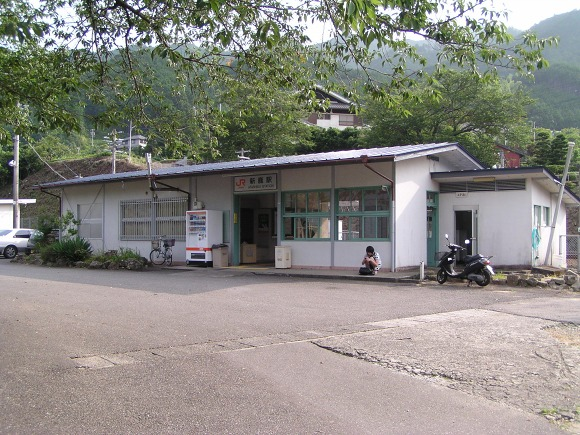
新鹿駅

  - （二木島方面） - 新鹿駅 - （波田須方面）

新鹿駅が開業した1956年（昭和31年）時点では、新鹿駅は紀勢西線の所属で同線の終着駅であった。1959年（昭和34年）7月15日に新鹿 - 三木里間が開通したことにより、路線名が紀勢本線に改称され、同時に新鹿駅は中間駅となった。乗車人員は熊野市駅の半分にも満たないが、熊野市内6駅の中では2番目に多い。

### 路線バス
- 熊野市自主運行バス
  - ■ 潮風かほる熊野古道線 三交南紀[WEB 51]
  - ■ 潮風かほる熊野古道線 二木島駅[WEB 51]
  - ■ 潮風かほる熊野古道線 遊木[WEB 51]

新鹿町には坂本、新鹿駅前、フリー農協前、新鹿、みなと、新鹿港の6つのバス停がある。一部の便は新鹿駅前が始発・終点となる。

### 乗合タクシー
熊野市による「海岸部乗合タクシー」という乗合タクシーがあり、予約制で市が指定した目的地に行くか、目的地から自宅に帰る場合に利用できる。

## 道路
E42 熊野尾鷲道路
2013年（平成25年）9月29日に全線開通した、熊野市と尾鷲市を結ぶ自動車専用道路。通行料は無料である。新鹿町内に熊野新鹿インターチェンジがある。
 国道311号
尾鷲市から和歌山県上富田町に至る一般国道。新鹿町を通る区間は、明治時代に二等道路二木島道と呼ばれた道路で、1920年（大正9年）の道路法制定により新鹿以北が三重県道新鹿尾鷲線に、以南が三重県道新鹿木本線に分割されたのちに三重県道尾鷲二木島熊野線と名を変え、1970年（昭和45年）4月1日に国道に昇格した。2014年（平成26年）4月3日、約1kmの遊木バイパスが開通、遊木町との間の1車線だった区間が2車線化した。

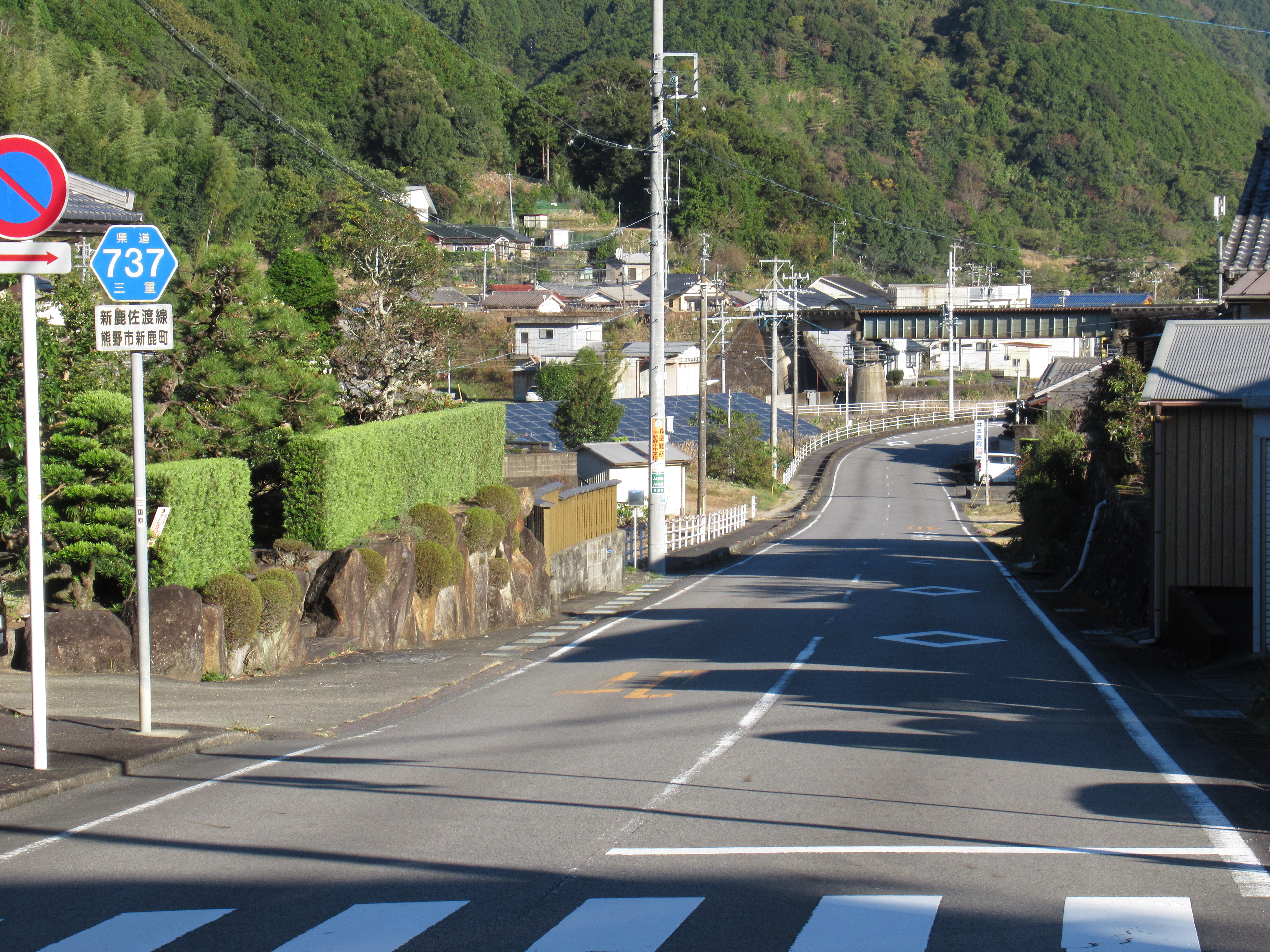
三重県道737号新鹿佐渡線
通称は八丁坂。少なくとも近世以来、熊野市の山側と海側を結ぶ道路として利用され、現代でも国道42号と国道311号を短絡する役割を担う。第二次世界大戦を前後して廃道状態となるも1955年（昭和30年）に「新鹿佐渡線改修促進期成同盟」が組織され三重県に路線改良を訴えたことから改良工事が行われ、1999年（平成11年）12月22日に八丁坂トンネルを含む区間が開通、ようやく全線開通となった。

## 施設

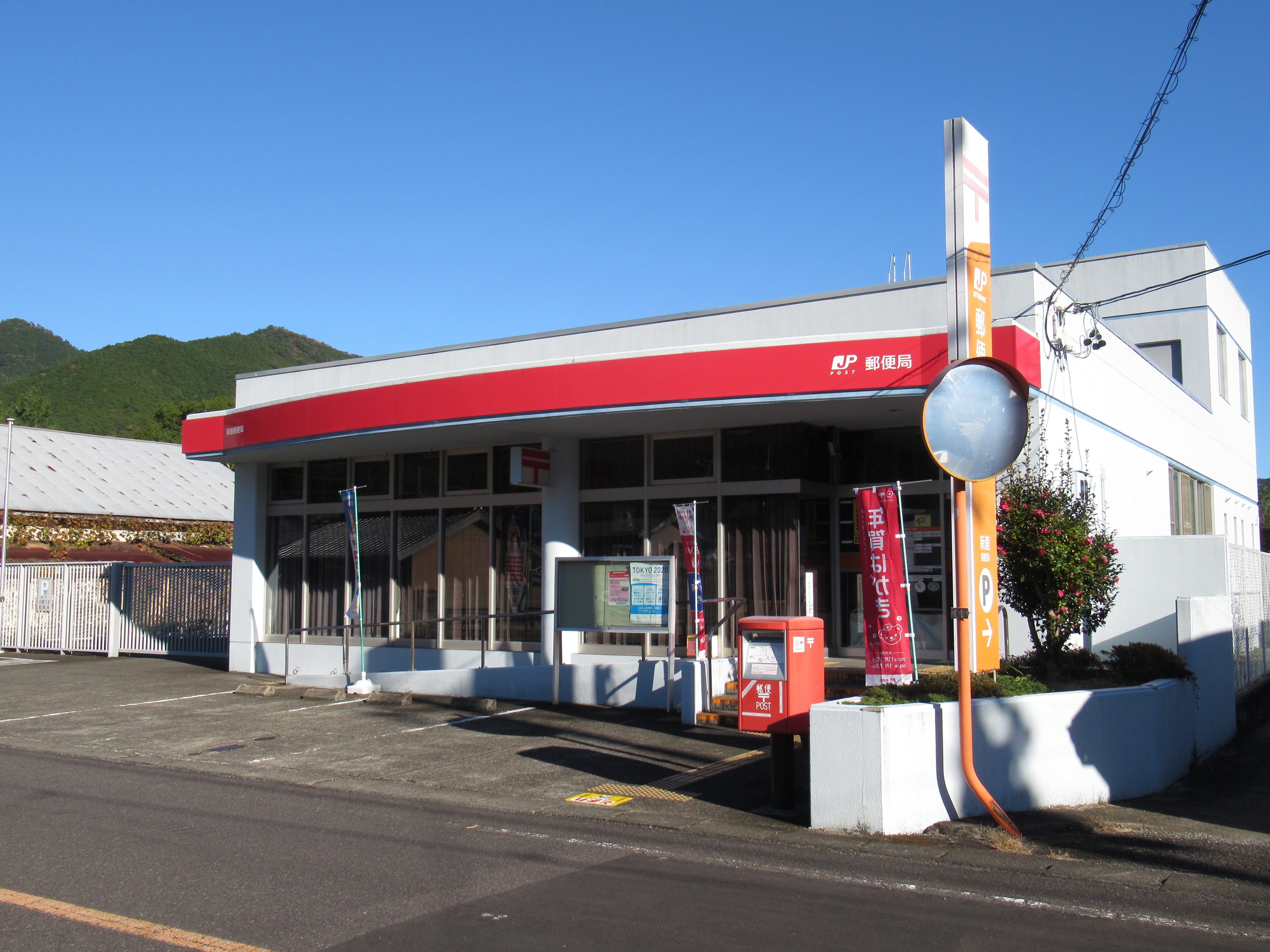
新鹿郵便局

- 熊野市役所新鹿出張所
- 熊野市立新鹿公民館
- 熊野市立新鹿保育所
- 熊野市立新鹿小学校
- 熊野市立新鹿中学校
- 熊野警察署新鹿警察官駐在所
- 新鹿郵便局
- JR紀勢本線新鹿駅
- 井本医院
- あたしか薬局
- デイサービスわらき
- 清七屋ストアー
- 魚作商店
- 民宿みさき
- 民宿かめや
- 民宿美砂荘
- 岩本渡船

### 史跡
岩本城跡
本丸の規模は南北11間（≒20.0m）×東西15間（≒27.3m）、二の丸の規模は南北21間（≒38.2m）×東西25間（≒45.5m）であった。『寛永記』によれば、曽根城主の曽根弾正が城を攻撃するも村人は城を守り抜いたという。城は守ったものの、最終的に戦には敗れている。

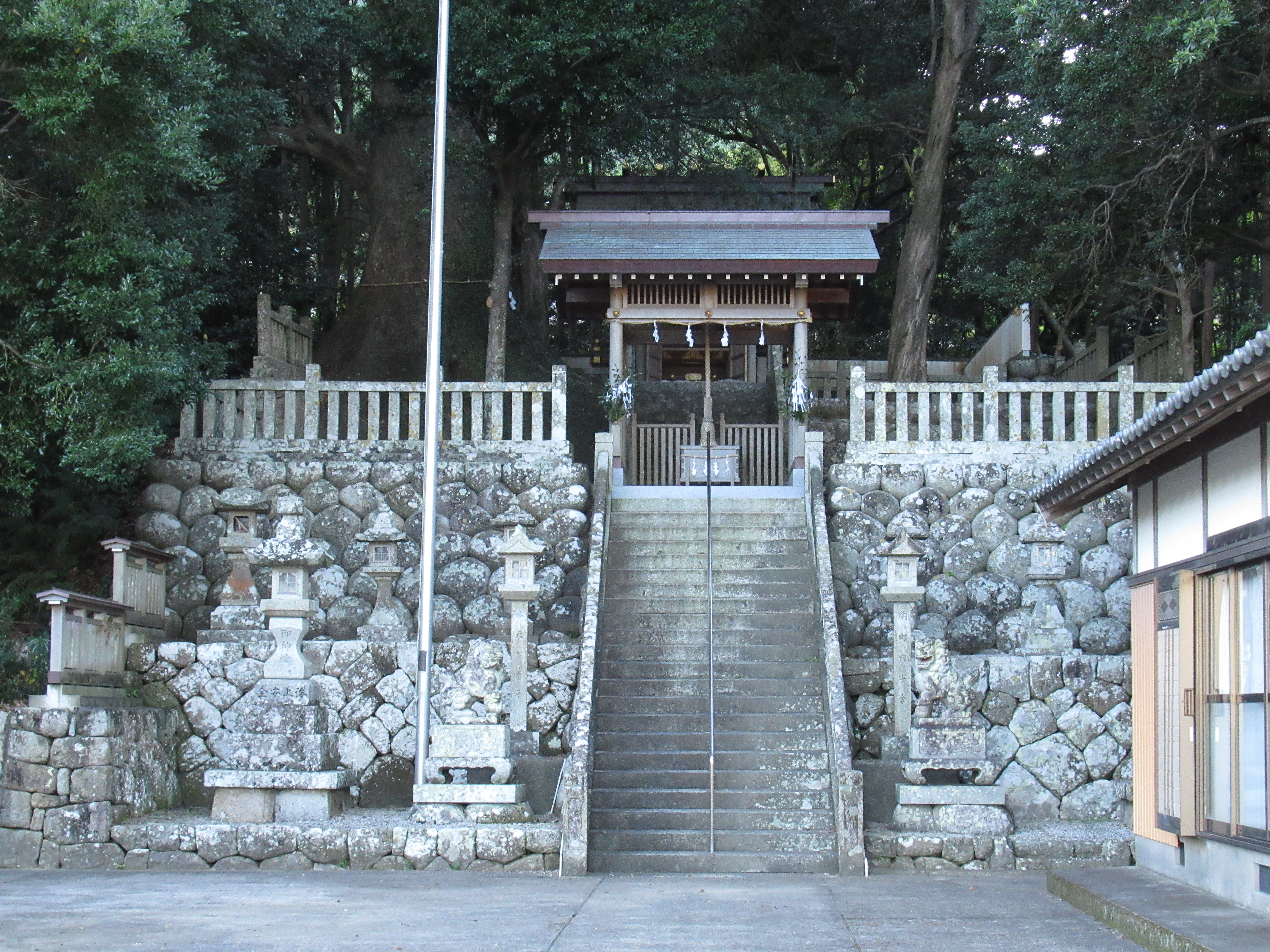
徳司神社
天御中主神、倉稲魂命、菅原道真、天照皇大神、誉田別命を祀り、近代社格制度に基づく旧社格は村社であった。創建時期は不詳ながら、縄文時代の土器が周辺で出土していることから同時代からの祭祀場であったとする説がある。最古の棟札には寛永7年（1630年）の文字がある。記録に残る限り新義真言宗（根来寺）派の修験者の家系である宮本家が神職を務め、明治の神仏分離に一時木本神社の神職が兼務したが、後に宮本家に復している。社叢は亜熱帯性・暖地性の樹木を多く含み、三重県の天然記念物に指定されている。江戸時代に新鹿は木材流通の重要な港であったことから、社頭に東海地方から関東地方にかけての廻船問屋や個人が奉納した灯篭がある。江戸時代には当社のほかに9つの神社があった。

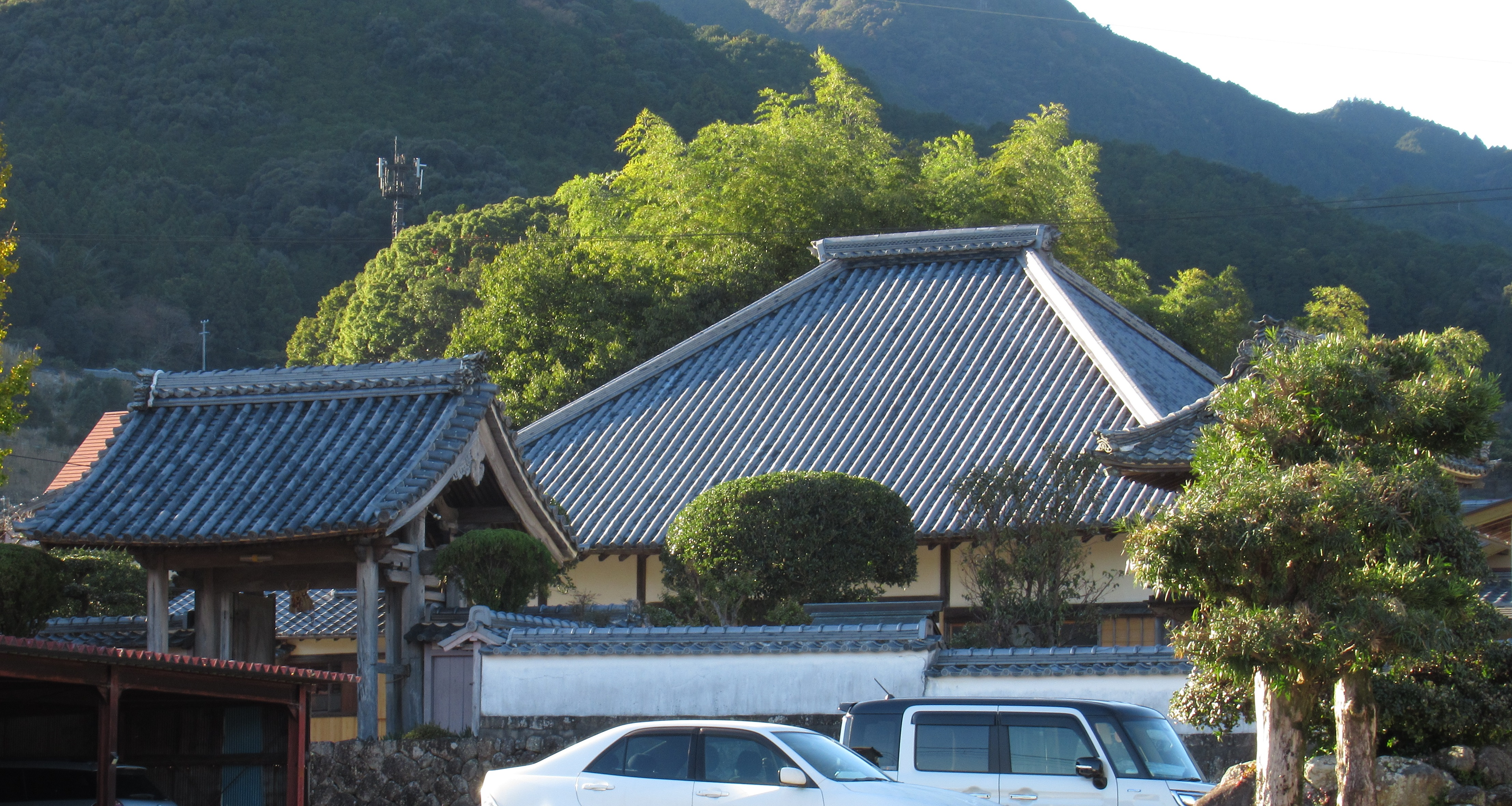
竜門山大仙寺
曹洞宗の仏教寺院で、本尊は釈迦如来。静岡県御前崎市新野にある想慈院の末寺で、同院から僧の朝秀是本を勧請して延宝4年（1676年）に長福寺の名で開山した。この時期に開山したのは、宗門改に伴う寺請制度に対応するため、と考えられている。徳川家重の幼名が長福丸であったことから正徳元年8月13日（グレゴリオ暦：1711年9月25日）に大仙寺に改称したとされる。（別の説では台風の被害に遭ったためとする。）新鹿に大きな被害を与えた安政東海地震の際は、立地条件に恵まれ、被災を免れた。江戸時代には当寺のほかに5つの寺院があった。境内には、新鹿の名家が個人で祀っていた薬師如来を当寺に移した薬師堂や、真偽不明ながら「キリシタン灯籠」と呼ばれる灯籠がある。

## その他

### 日本郵便
- 郵便番号 : 519-4206[WEB 3]（集配局：熊野郵便局[WEB 55]）。

### WEB
1. ↑  “三重県熊野市新鹿町 - 人口総数及び世帯総数”. 人口統計ラボ. 2017年11月3日閲覧。
2. 1 2  “熊野市町別総世帯数・総人口数・面積（令和元年10月1日現在）”.   熊野市 (2019年10月1日). 2019年10月11日閲覧。
3. 1 2  “新鹿町の郵便番号”.  日本郵便. 2019年8月15日閲覧。
4. ↑  “市外局番の一覧”.   総務省. 2019年6月24日閲覧。
5. ↑  “住所コード検索”. 自動車登録関係コード検索システム.  国土交通省. 2017年11月3日閲覧。
6. 1 2 3 4  “伊勢路友の会 情報誌 第28号”.   東紀州地域振興公社 (2009年10月1日). 2017年11月14日閲覧。
7. 1 2 3  中上紀 (2002年7月11日). “新鹿の散歩道（1）しっぽの禿げた紀州犬”. アジア風土記.  マイナビニュース. 2017年11月13日閲覧。
8. ↑  “新宮営業所”. 和歌山県|和歌山県|関西電力の営業所一覧|会社案内|企業情報.   関西電力. 2017年11月3日閲覧。 “Internet Archiveによる2017年8月9日時点のアーカイブページ。”
9. ↑  “三重県 - 担当の中部電力窓口”.   中部電力. 2017年11月3日閲覧。
10. 1 2 3 4 5 6  “43新鹿湾”.   国際エメックス. 2017年11月8日閲覧。
11. ↑  “熊野新鹿（クマノアタシカ） 毎正時のデータ”.   気象庁. 2017年11月12日閲覧。
12. ↑  “アメダス 熊野新鹿観測所（東海地方/三重県）”. アメダスで日本全国津々浦々. 2017年11月12日閲覧。
13. ↑  “気象庁|過去の気象データ検索”. 2017年11月6日閲覧。
14. 1 2  “二木島峠・逢神坂峠コース”. 東紀州ほっとネットくまどこ.   東紀州ITコミュニティ. 2017年11月14日閲覧。
15. ↑  “熊野市新鹿町（高森地区）新鹿海岸の三浦樗良句碑”. 俳句のくに・三重.   三重県環境生活部文化振興課. 2017年11月14日閲覧。
16. ↑  “樗良祭”.   新鹿小学校・新鹿中学校. 2017年11月14日閲覧。
17. 1 2 3  中上紀 (2002年7月18日). “新鹿の散歩道（2）しっぽの禿げた紀州犬・その2”. アジア風土記.   マイナビニュース. 2017年11月13日閲覧。
18. 1 2 3 4 5 6 7  “町別世帯数および人口”.   熊野市役所. 2017年11月8日閲覧。
19. ↑  “新鹿青年団 再結成”.   新鹿青年団. 2017年11月14日閲覧。
20. ↑  “新鹿青年団 活動内容”.   新鹿青年団. 2017年11月14日閲覧。
21. 1 2  “平成7年国勢調査の調査結果(e-Stat) - 男女別人口及び世帯数 －町丁・字等”.   総務省統計局 (2014年3月28日). 2019年8月16日閲覧。
22. 1 2  “平成12年国勢調査の調査結果(e-Stat) - 男女別人口及び世帯数 －町丁・字等”.   総務省統計局 (2014年5月30日). 2019年8月16日閲覧。
23. 1 2  “平成17年国勢調査の調査結果(e-Stat) - 男女別人口及び世帯数 －町丁・字等”.   総務省統計局 (2014年6月27日). 2019年8月16日閲覧。
24. 1 2  “平成22年国勢調査の調査結果(e-Stat) - 男女別人口及び世帯数 －町丁・字等”.   総務省統計局 (2012年1月20日). 2019年8月16日閲覧。
25. 1 2  “平成27年国勢調査の調査結果(e-Stat) - 男女別人口及び世帯数 －町丁・字等”.   総務省統計局 (2017年1月27日). 2019年8月16日閲覧。
26. ↑  “熊野市就学規則”.   熊野市 (2018年4月1日). 2019年8月21日閲覧。
27. ↑  “沿革”.   熊野市立新鹿小学校・新鹿中学校. 2017年8月2日時点のオリジナルよりアーカイブ。2017年8月2日閲覧。
28. ↑  “第11表 産業（大分類），男女別15歳以上就業者数 －町丁・字等”.  総務省統計局 (2017年5月30日). 2017年11月8日閲覧。
29. ↑  “1.農林業経営体_調査客体”. 三重県.  農林水産省大臣官房統計部経営・構造統計課センサス統計室 (2016年12月20日). 2017年11月9日閲覧。 “新鹿町のデータは農業集落「新鹿」、「奥・橋間」の合算値である。”
30. ↑  “総農家等_総農家数等”. 三重県.   農林水産省大臣官房統計部経営・構造統計課センサス統計室 (2016年12月20日). 2017年11月9日閲覧。 “新鹿町のデータは農業集落「新鹿」、「奥・橋間」の合算値である。”
31. ↑  “37.地域調査_耕地面積”. 三重県.   農林水産省大臣官房統計部経営・構造統計課センサス統計室 (2016年12月20日). 2017年11月9日閲覧。 “新鹿町のデータは農業集落「新鹿」、「奥・橋間」の合算値である。”
32. ↑  “漁協合併の経過（県内の沿海地区漁協） 平成29年7月末現在”.   三重県農林水産部漁業環境課 (2017年7月31日). 2017年11月11日閲覧。
33. ↑  “ア 経営体階層別経営体数”. 2013年漁業センサス第4巻海面漁業に関する統計（漁業地区編）第2分冊 関東・東海・近畿 (2015年7月24日). 2017年11月9日閲覧。
34. ↑  “7 漁船”. 2013年漁業センサス第4巻海面漁業に関する統計（漁業地区編）第2分冊 関東・東海・近畿 (2015年7月24日). 2017年11月9日閲覧。
35. ↑  “4 漁業就業者数”. 2013年漁業センサス第4巻海面漁業に関する統計（漁業地区編）第2分冊 関東・東海・近畿 (2015年7月24日). 2017年11月9日閲覧。
36. ↑  “（3）主とする漁業種類別経営体数”. 2013年漁業センサス第4巻海面漁業に関する統計（漁業地区編）第2分冊 関東・東海・近畿 (2015年7月24日). 2017年11月9日閲覧。
37. ↑  “三重県熊野市・魚作商店”. 三井グラフ バックナンバー vol.135.  三井広報委員会. 2017年11月11日閲覧。
38. 1 2 3 4  “三重県|漁港・漁場：新鹿漁港”.   三重県農林水産部水産基盤整備課漁港・海岸整備班. 2017年11月11日閲覧。
39. ↑  “事業の紹介”.   熊野漁業協同組合. 2017年11月11日閲覧。
40. ↑  “熊野市衛生管理型水産物荷さばき施設”.   熊野市水産・商工振興課、熊野漁業協同組合. 2017年11月11日閲覧。
41. 1 2  “平成26年経済センサス-基礎調査 確報集計 町丁・大字別集計 24 三重県（1）”. e-Stat.   総務省統計局 (2017年11月12日). 2017年11月12日閲覧。
42. 1 2  “平成26年経済センサス-基礎調査 確報集計 町丁・大字別集計 24 三重県（2）”. e-Stat.   総務省統計局 (2017年11月12日). 2017年11月12日閲覧。
43. ↑  “民宿みさきのアクティビティ”.   民宿みさき. 2017年11月14日閲覧。
44. ↑  “あたしか温泉の宿泊施設・温泉情報”. 観光三重.   三重県観光連盟. 2017年11月14日閲覧。
45. 1 2 3  “熊野と神話を語り合う 中上紀さんらが討論”.  紀南新聞 (2014年11月6日). 2017年11月13日閲覧。
46. 1 2  中上紀 (2012年3月25日). “新鹿小学校の思い出”. 中上紀の旅物語. 2017年11月13日閲覧。
47. 1 2  “新鹿（あたしか）”. ブック＋.   社会遺産学芸員協会. 2017年11月13日閲覧。
48. 1 2  “中上やマルケス語る 帝京大の田村さと子教授 新宮出身”.  熊野新聞 (2016年6月28日). 2017年11月13日閲覧。
49. ↑  スカイDJ (2014年2月12日). “凪のあすから（三重県：波田須・新鹿・二木島・紀伊長島）【舞台探訪・聖地巡礼】”. ホクロを結んで星座をつくれ! （舞台探訪）. 2017年11月14日閲覧。
50. 1 2 3  “二木島峠道・逢神坂峠道”. 熊野古道「伊勢路」いろいろガイド.   三重県地域連携部南部地域活性化局東紀州振興課. 2017年11月12日閲覧。
51. 1 2 3 4  “【潮風かほる熊野古道線】運行時刻表”.   熊野市 (2016年4月7日). 2017年11月8日閲覧。
52. ↑  “三重県熊野市新鹿町のバス停一覧”. NAVITIME. 2017年11月8日閲覧。
53. ↑  “「潮風かほる熊野古道線」運行経路”.   熊野市 (2009年4月1日). 2017年11月8日閲覧。
54. ↑  “海岸部乗合タクシーが運行開始します!”.   熊野市. 2017年11月8日閲覧。
55. ↑  “郵便番号簿 2018年度版” (PDF).   日本郵便. 2019年6月10日閲覧。